# Jack Quaid
Jack Henry Quaid, född 24 april 1992 i Los Angeles i Kalifornien, är en amerikansk skådespelare. Han gjorde sin skådespelardebut genom att spela en mindre roll i filmen The Hunger Games (2012), innan han 2019 fick rollen som Hughie Campbell i serien The Boys på Amazon Prime Video. Bland hans andra roller märks också Richie Kirsch (Sams pojkvän) i skräckfilmen Scream från 2022.
Jack Quaid är son till skådespelarna Dennis Quaid och Meg Ryan. Han är även brorson till skådespelaren Randy Quaid.

## Filmografi (i urval)
- 2012 – The Hunger Games
- 2013 – The Hunger Games: Catching Fire
- 2017 – Logan Lucky
- 2017 – Workaholics (TV-serie)
- 2018 – Rampage
- 2018 – Smallfoot
- 2019–2023 – The Boys (TV-serie)
- 2020–2022 – Star Trek: Lower Decks (TV-serie)
- 2022 – Scream
- 2023 – Oppenheimer
- 2025 – Companion
- 2025 – Heads of State